# Струмок Рос
Струмок Рос — річка  в Україні, у Барському районі Вінницької області, ліва притока Ровку  (басейн Південного  Бугу).

## Опис
Довжина річки 6 км, площа басейну - 10,8 км².

## Розташування
Бере  початок на північному заході від Комарівців. Тече переважно на південний захід через Колосівку і на північному сході від Гармаків впадає у річку Ровок, ліву притоку Рову за 4 км від його гирла.